# 印度尼西亚穆斯林学生行动联盟
印度尼西亚穆斯林学生行动联盟（缩写KAMMI）是是印度尼西亚的学生组织之一。于1998年3月29日成立于东爪哇省玛琅市，正值伊斯兰历1418年都尔黑哲月的首日。该组织的成员遍布印度尼西亚几乎所有大学。